# Ceratotherium mauritanicum
Ceratotherium mauritanicum es una especie extinta de rinoceronte cuyos restos se han encontrado en depósitos de finales del Plioceno hasta inicios del Holoceno en Marruecos, Túnez y Argelia. Fósiles algo más antiguos del Plioceno de África oriental fueron propuestos en un momento dado como pertenecientes a esta especie, pero el análisis más reciente los considera como parte de una especie algo más primitiva, Ceratotherium efficax.

## Evolución
La posición filogenética de C. mauritanicum se encuentra en disputa. Una hipótesis es que se localizaría en una línea directa ancestral entre el primitivo Ceratotherium neumayri y el actual rinoceronte blanco (Ceratotherium simum). De manera alternativa se ha propuesto que es descendiente de Ceratotherium efficax y el taxón hermano de C. simum. Retenía algunos rasgos primitivos de manera contemporánea a la evolución más progresova del género Ceratotherium en el este y el sur de África.

## Distribución
C. mauritanicum estuvo ampliamente distribuido a través del noroeste de África durante el Cuaternario, y está asociado con frecuencia con sitios arqueológicos. Algunos petroglifos del norte de África ocasionalmente tienen imágenes de rinocerontes pero con frecuencia son demasiado esquemáticos como para permitir una distinción precisa de la especie ilustrada. Aqueñllos que muestran rasgos típicos del rinoceronte blanco pueden representar en realidad a C. mauritanicum en lugar de C. simum, el cual habría tenido en vida una apariencia externa muy similar. Desapareció durante el Mesolítico, sin ninguna evidencia de que haya eventualmente sobrevivido hasta la época histórica.

## Paleoecología
Se cree que C. mauritanicum tenía una ecología muy parecida a la del actual C. simum. Vivía en ambientes de sabana abierta con suficiente agua y vegetación, un bioma que desapareció del Magreb a partir del inicio del Holoceno. Su comida consistiría sobre todo de pastos.